# Sei Muroya
Sei Muroya (室屋 成?, Muroya Sei; Ōsaka, 5 aprile 1995) è un calciatore giapponese, difensore dell'Hannover 96.
Con la nazionale giapponese è stato vicecampione d'Asia nel 2019.

## Caratteristiche tecniche
Difensore rapido che gioca terzino destro, è un giocatore che fornisce molti assist per i suoi compagni di squadra, oltre a essere più propenso alla fase offensiva. Può giocare anche sulla fascia sinistra.

## Carriera

### Club
Il 9 luglio 2016 fa il suo debutto in prima squadra contro il Ventforet Kofu (1-0) con la maglia dell'FC Tokyo, giocando la partita per tutto il tempo.
Il 15 agosto 2020 si trasferisce ai tedeschi dell'Hannover 96, con cui sigla un contratto triennale.

### Nazionale
Viene convocato per le Olimpiadi 2016 in Brasile.
Il 4 dicembre 2017 in seguito all’infortunio di Daigo Nishi, a sorpresa viene chiamato per la prima volta nella nazionale maggiore da Vahid Halilhodžić per sostituire il terzino dei Kashima Antlers, dove riesce a debuttare contro la Corea del Nord, nel torneo della Coppa dell’Asia orientale, giocando tutta la partita.

## Statistiche

### Presenze e reti nei club
Statistiche aggiornate al 1º dicembre 2018.
| Stagione        | Squadra  | Campionato | Campionato | Campionato | Coppa dell'Imperatore | Coppa dell'Imperatore | Coppa dell'Imperatore | Coppa J. League | Coppa J. League | Coppa J. League | AFC Champions League | AFC Champions League | AFC Champions League | Altre coppe | Altre coppe | Altre coppe | Totale | Totale |
| Stagione        | Squadra  | Comp       | Pres       | Reti       | Comp                  | Pres                  | Reti                  | Comp            | Pres            | Reti            | Comp                 | Pres                 | Reti                 | Comp        | Pres        | Reti        | Pres   | Reti   |
| --------------- | -------- | ---------- | ---------- | ---------- | --------------------- | --------------------- | --------------------- | --------------- | --------------- | --------------- | -------------------- | -------------------- | -------------------- | ----------- | ----------- | ----------- | ------ | ------ |
| 2016            | FC Tokyo | J1         | 12         | 0          | CI                    | 2                     | 1                     | CJL             | 4               | 0               | AFC                  | 7                    | 0                    | -           | -           | -           | 25     | 1      |
| 2017            | FC Tokyo | J1         | 26         | 0          | CI                    | 0                     | 0                     | CJL             | 6               | 1               | AFC                  | -                    | -                    | -           | -           | -           | 32     | 1      |
| 2018            | FC Tokyo | J1         | 30         | 1          | CI                    | 3                     | 0                     | CJL             | 1               | 0               | AFC                  | -                    | -                    | -           | -           | -           | 34     | 1      |
| Totale FC Tokyo |          |            | 68         | 1          |                       | 5                     | 1                     |                 | 11              | 1               |                      | 7                    | 0                    |             | -           | -           | 91     | 3      |
| Totale carriera |          |            | 68         | 1          |                       | 5                     | 1                     |                 | 11              | 1               |                      | 7                    | 0                    |             | -           | -           | 91     | 3      |

### Cronologia presenze e reti in nazionale
| Cronologia completa delle presenze e delle reti in nazionale ― Giappone | Cronologia completa delle presenze e delle reti in nazionale ― Giappone | Cronologia completa delle presenze e delle reti in nazionale ― Giappone | Cronologia completa delle presenze e delle reti in nazionale ― Giappone | Cronologia completa delle presenze e delle reti in nazionale ― Giappone | Cronologia completa delle presenze e delle reti in nazionale ― Giappone | Cronologia completa delle presenze e delle reti in nazionale ― Giappone | Cronologia completa delle presenze e delle reti in nazionale ― Giappone |
| Data                                                                    | Città                                                                   | In casa                                                                 | Risultato                                                               | Ospiti                                                                  | Competizione                                                            | Reti                                                                    | Note                                                                    |
| ----------------------------------------------------------------------- | ----------------------------------------------------------------------- | ----------------------------------------------------------------------- | ----------------------------------------------------------------------- | ----------------------------------------------------------------------- | ----------------------------------------------------------------------- | ----------------------------------------------------------------------- | ----------------------------------------------------------------------- |
| 9-12-2017                                                               | Chōfu                                                                   | Giappone                                                                | 1 – 0                                                                   | Corea del Nord                                                          | Coppa dell'Asia orientale 2017                                          | -                                                                       |                                                                         |
| 11-9-2018                                                               | Ōsaka                                                                   | Giappone                                                                | 3 – 0                                                                   | Costa Rica                                                              | Amichevole                                                              | -                                                                       | 82’                                                                     |
| 12-10-2018                                                              | Niigata                                                                 | Giappone                                                                | 3 – 0                                                                   | Panama                                                                  | Amichevole                                                              | -                                                                       |                                                                         |
| 20-11-2018                                                              | Toyota                                                                  | Giappone                                                                | 4 – 0                                                                   | Kirghizistan                                                            | Amichevole                                                              | -                                                                       |                                                                         |
| 17-1-2019                                                               | al-'Ayn                                                                 | Giappone                                                                | 2 – 1                                                                   | Uzbekistan                                                              | Coppa d'Asia 2019 - 1º turno                                            | -                                                                       |                                                                         |
| 28-1-2019                                                               | al-'Ayn                                                                 | Iran                                                                    | 0 – 3                                                                   | Giappone                                                                | Coppa d'Asia 2019 - Semifinale                                          | -                                                                       | 73’                                                                     |
| 22-3-2019                                                               | Yokohama                                                                | Giappone                                                                | 0 – 1                                                                   | Colombia                                                                | Amichevole                                                              | -                                                                       |                                                                         |
| 5-6-2019                                                                | Toyota                                                                  | Giappone                                                                | 0 – 0                                                                   | Trinidad e Tobago                                                       | Amichevole                                                              | -                                                                       | 62’                                                                     |
| 9-6-2019                                                                | Rifu                                                                    | Giappone                                                                | 2 – 0                                                                   | El Salvador                                                             | Amichevole                                                              | -                                                                       | 59’                                                                     |
| 19-11-2019                                                              | Suita                                                                   | Giappone                                                                | 1 – 4                                                                   | Venezuela                                                               | Amichevole                                                              | -                                                                       |                                                                         |
| 13-10-2020                                                              | Utrecht                                                                 | Giappone                                                                | 1 – 0                                                                   | Costa d'Avorio                                                          | Amichevole                                                              | -                                                                       | 89’                                                                     |
| 12-11-2020                                                              | Graz                                                                    | Giappone                                                                | 1 – 0                                                                   | Panama                                                                  | Amichevole                                                              | -                                                                       | 75’ 82’                                                                 |
| 28-5-2021                                                               | Chiba                                                                   | Giappone                                                                | 10 – 0                                                                  | Birmania                                                                | Qual. Mondiali 2022                                                     | -                                                                       | 46’                                                                     |
| 11-6-2021                                                               | Kobe                                                                    | Giappone                                                                | 1 – 0                                                                   | Serbia                                                                  | Amichevole                                                              | -                                                                       | 65’                                                                     |
| 15-6-2021                                                               | Suita                                                                   | Giappone                                                                | 5 – 1                                                                   | Kirghizistan                                                            | Qual. Mondiali 2022                                                     | -                                                                       | 76’                                                                     |
| 7-9-2021                                                                | Doha                                                                    | Cina                                                                    | 0 – 1                                                                   | Giappone                                                                | Qual. Mondiali 2022                                                     | -                                                                       |                                                                         |
| Totale                                                                  |                                                                         | Presenze                                                                | 16                                                                      |                                                                         | Reti                                                                    | 0                                                                       |                                                                         |

| Cronologia completa delle presenze e delle reti in nazionale ― Giappone Olimpica | Cronologia completa delle presenze e delle reti in nazionale ― Giappone Olimpica | Cronologia completa delle presenze e delle reti in nazionale ― Giappone Olimpica | Cronologia completa delle presenze e delle reti in nazionale ― Giappone Olimpica | Cronologia completa delle presenze e delle reti in nazionale ― Giappone Olimpica | Cronologia completa delle presenze e delle reti in nazionale ― Giappone Olimpica | Cronologia completa delle presenze e delle reti in nazionale ― Giappone Olimpica | Cronologia completa delle presenze e delle reti in nazionale ― Giappone Olimpica |
| Data                                                                             | Città                                                                            | In casa                                                                          | Risultato                                                                        | Ospiti                                                                           | Competizione                                                                     | Reti                                                                             | Note                                                                             |
| -------------------------------------------------------------------------------- | -------------------------------------------------------------------------------- | -------------------------------------------------------------------------------- | -------------------------------------------------------------------------------- | -------------------------------------------------------------------------------- | -------------------------------------------------------------------------------- | -------------------------------------------------------------------------------- | -------------------------------------------------------------------------------- |
| 5-8-2016                                                                         | Manaus                                                                           | Nigeria                                                                          | 5 – 4                                                                            | Giappone                                                                         | Olimpiadi 2016 - 1º turno                                                        | -                                                                                |                                                                                  |
| 8-8-2016                                                                         | Manaus                                                                           | Giappone                                                                         | 2 – 2                                                                            | Colombia                                                                         | Olimpiadi 2016 - 1º turno                                                        | -                                                                                | 39’                                                                              |
| 11-8-2016                                                                        | Salvador                                                                         | Giappone                                                                         | 1 – 0                                                                            | Svezia                                                                           | Olimpiadi 2016 - 1º turno                                                        | -                                                                                |                                                                                  |
| Totale                                                                           |                                                                                  | Presenze                                                                         | 3                                                                                |                                                                                  | Reti                                                                             | 0                                                                                |                                                                                  |

## Palmarès

### Nazionale
- Universiadi:   1

Gwangju 2015
- Coppa d'Asia Under-23: 1

2016

### Individuale
- Squadra del campionato giapponese: 1

2019